# Spectral Visions of Mental Warfare
Spectral Visions of Mental Warfare ist das siebte Musikalbum des Extreme-Metal-Soloprojektes Nargaroth und erschien im Jahr 2011 über No Colours Records.

## Titelliste
1. Odin’s weeping for Jördh – 6:40
2. An indifferent Cold in the Womb of Eve – 6:26
3. Diving among the Daughters of the Sea – 5:19
4. Odin’s weeping for Jördh ~ Part II – 2:08
5. Journey through my Cosmic Cells (The Negation of God) – 10:02
6. A Whisper underneath the Bark of old Trees – 10:36
7. Spectral Visions of Mental Warfare – 10:37
8. March of the Tyrants – 6:15

Bonustracks der Doppel-LP-Version:
1. Roaming through the Realm of Hel – 6:21
2. The Daemons of Happiness – 4:13
3. Through nebular Dimensions of fallen Eden – 6:22
4. Forgotten Memory of a dying Dream – 5:20
5. Passed Away – 6:18

## Hintergrund
Ash (Kanwulf) gibt an verschiedenen Stellen an, dass es sich bei „Spectral Visions of Mental Warfare“ um ein ungeplantes Album handelte. Laut Booklet-Informationen entstand es im Zeitraum 2009–2010 in Ostdeutschland [sic] sowie im Schweizer Kanton Wallis im Warp Music Studio (Komposition, Mix & Mastering) und ist eine Kollaboration mit dem walisischen Projekt NYCHTS.
Im Gegensatz zu seinen vorherigen Werken sticht es durch eine deutliche Fokussierung auf ambiente Kompositionen hervor. Während auf der CD-Version allein fünf von acht Stücken komplett im elektronischen Stil gehalten sind, befinden sich auf der LP-Version fünf weitere, ebenfalls reine sphärische Kompositionen.
2009 kündigte Ash (Kanwulf) „Spectral Visions of Mental Warfare“ als „depressives Ambient & Metal Album“ an, welches musikalisch „erneut anders, aber immer noch Nargaroth“ sei. So gab er in einem Interview mit METALCAST ein halbes Jahr vor Veröffentlichung an, dieses Album sei „nicht vergleichbar mit seinen früheren Alben“ und enthalte „nur vier Gitarrensongs“, auch wenn das fertige Album tatsächlich nur drei enthielt. Alle anderen Lieder seien ambiente Stücke, welche er während der Aufnahmen des Albums „Jahreszeiten“ mittels eines Synthesizers kreierte. Dies könnte man als stringente Weiterführung seiner bisherigen Veröffentlichungen interpretieren, in welchen schon immer Ambient-Lieder vertreten waren.
Als Grund für die Dominanz elektronischer Stücke führte er nach Veröffentlichung im Interview mit QUEEN OF STEEL (Spanien) weiter aus, er habe „schon immer eine Schwäche für synthetische, atmosphärische Klänge“ gehabt und interessiere sich seit jeher für die experimentellen musikalischen Ambient- & Elektro-Werke der 70er Jahre. Die Inklusion solcher Elemente reflektiere für ihn die eher mystischen Dimensionen im Black Metal. Dies beziehe sich auch auf Keyboard-Stücke, welche nach seinen Angaben „auf fast 80% aller Black Metal-Demos und -Releases vor 1996“ zu finden seien. Somit seien die Ambient-Stücke des Albums „ein Ausdruck seiner Bewunderung dieser Künste“. Er widme sie „solch großen Bands wie den deutschen MYSTERIUM und APOKRYPHUS, welche schon sehr früh ambiente Klänge in ihre Black Metal-Kompositionen einfließen ließen“.

## Thematik
Nach Angaben des Künstlers handelt das Album von „den schweren, teils blutigen seelischen Kämpfen, dem faustschen Ringen und mentalen Widerstreiten gegensätzlicher Strebungen der menschlichen Natur am Scheidepunkt des Wahnsinns“. Die einzelnen Stücke sind im Booklet des Albums mit umfangreichen Erklärungstexten hinterlegt, die auf eine psychoanalytische Thematik der Lieder schließen lassen. So soll zum Beispiel der Song „Journey through my Cosmic Cells (~ The Negation of God ~)“ musikalisch die psychische Regression in eine Psychose beschreiben, die Ash (Kanwulf) als eine Form der psychischen Existenz versteht, in der „Logik keine Gültigkeit besitzt und – wie im Traum – primärprozesshafte Vorgänge vorherrschen“, was – unter Verwendung psychoanalytischer Termini – dem Verständnis psychotischer Zustände in psychoanalytischen Lehren entspricht.

## Grafische Gestaltung

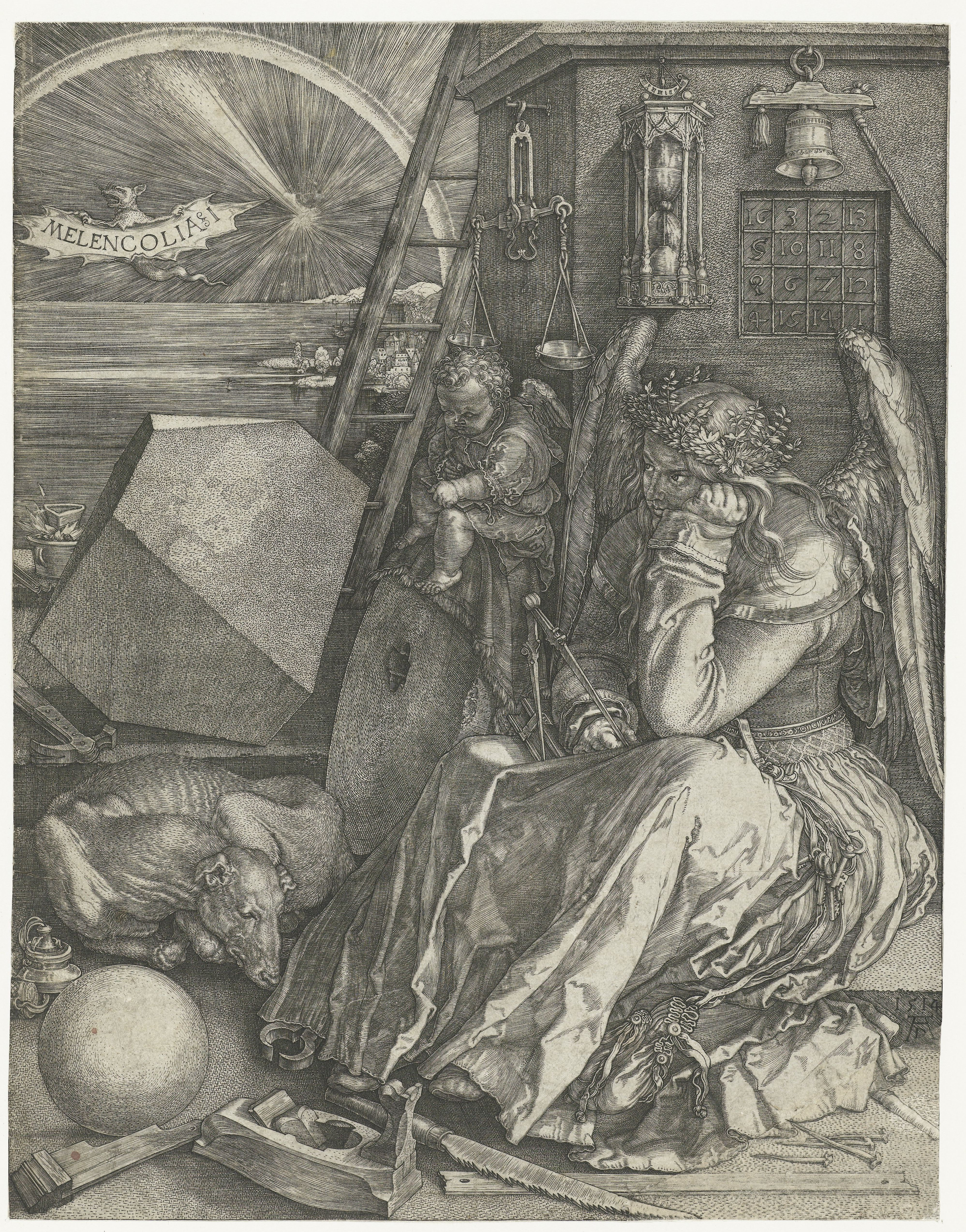
Original-Bild von Albrecht Dürer: Melencolia I aus dem Jahr 1514

Das Cover des Albums zeigt Albrecht Dürers Kupferstich „Melencolia I“ aus dem Jahr 1514, aus dem der Titel „Melancholia I“ im Bild entfernt wurde. Zusätzlich wurde das Nargaroth-Logo im oberen Teil hinzugefügt. Aufgrund des Formats der normalen Digipak-Version erfährt das Bild eine Flächenbeschneidung am oberen und unteren Bildrand. Weiterhin wurde das Cover sepiafarben getönt. In einem israelischen Musikmagazin gibt Ash (Kanwulf) im Jahr 2011 an, er habe sich für diesen Kupferstich als Cover-Gestaltung für sein Album entschieden, da dieser aus seiner Sicht für seine „musikalische Vision angemessen“ schien.